# Futsal-Europameisterschaft der Frauen
Die UEFA Futsal-Europameisterschaft der Frauen ist die seit 2018 von der UEFA veranstaltete offizielle Europameisterschaft für Futsal-Nationalmannschaften der Frauen. Die erste Endrunde wurde in der portugiesischen Stadt Gondomar ausgetragen und Spanien gewann den Titel. In der Endrunde 2022 wiederholten die Spanierinnen in Gondomar ihren Erfolg. Die Endrunde 2023 in Debrecen, Ungarn, erreichten wie 2022 Spanien, Portugal, die Ukraine und Ungarn.

## Modus
Der Wettbewerb besteht aus einer Qualifikationsphase und Endphase. Die Qualifikationsphase unterteilt sich in eine Vor- und Hauptrunde. Die Vorrunde wird nur austragen, wenn mehr 16 Mannschaften für den Wettbewerb anmelden. Mit dieser Vorrunde starten die am schlechtesten platzierten Mannschaften gemäß der Koeffizientenrangliste für Futsal-Nationalmannschaften der Frauen. Die anderen 13 Mannschaften starten in den Wettbewerb mit der Hauptrunde. Die drei Gruppensieger der Vorrunde qualifizieren sich anschließend für die Hauptrunde. Die Hauptrunde wird mit vier Gruppen (je vier Mannschaften) ausgetragen.  Die vier Gruppensieger der Hauptrunde qualifizieren sich für die Endrunde. Die Partien der Endrunde werden im K.-o.-System, beginnend mit den Halbfinalspielen, ausgetragen. Die Verlierer des Halbfinales spielen um Platz 3.
In der Vor- und Hauptrunde werden die Spiele pro Gruppe an einem Austragungsort (ein Land von einem der Gruppenteilnehmer) gespielt. Die Spiele der Endrunde werden entweder im Land eines der vier Teilnehmer der Endphase oder an einem neutralen Ort ausgetragen.

## Die Turniere (Final Four) im Überblick
| Saison          | Austragungsort      | Finale             | Finale               | Finale   | Spiel um Platz drei | Spiel um Platz drei  | Spiel um Platz drei |
| Saison          | Austragungsort      | UEFA-Europameister | Ergebnis             | 2. Platz | 3. Platz            | Ergebnis             | 4. Platz            |
| --------------- | ------------------- | ------------------ | -------------------- | -------- | ------------------- | -------------------- | ------------------- |
| 2018/19 Details | Gondomar (Portugal) | Spanien            | 4:0                  | Portugal | Russland            | 2:2 n. V. 3:2 i.6mS. | Ukraine             |
| 2021/22 Details | Gondomar (Portugal) | Spanien            | 3:3 n. V. 4:1 i.6mS. | Portugal | Ukraine             | 1:2                  | Ungarn              |
| 2022/23 Details | Debrecen (Ungarn)   | Spanien            | 5:1                  | Ukraine  | Portugal            | 12:0                 | Ungarn              |

### Rangliste
| Rang | Land     | Titel | Jahr(e)          | 2. Platz | 3. Platz | 4. Platz |
| ---- | -------- | ----- | ---------------- | -------- | -------- | -------- |
| 1    | Spanien  | 3     | 2019, 2022, 2023 |          |          |          |
| 2    | Portugal |       |                  | 2        | 1        |          |
| 3    | Ukraine  |       |                  | 1        | 1        | 1        |
| 4    | Russland |       |                  |          | 1        |          |
| 5    | Ungarn   |       |                  |          |          | 2        |